# Megalopta tacarunensis
Megalopta tacarunensis là một loài Hymenoptera trong họ Halictidae. Loài này được Cockerell mô tả khoa học năm 1923.